# Alexis Mendoza
Alexis Antonio Mendoza Barrina (født 8. november 1961 i Barranquilla, Colombia) er en tidligere colombiansk fodboldspiller (forsvarer) og nuværende fodboldtræner.
Mendozas karriere strakte sig over 16 år, og blev primært tilbragt i hjembyen Barranquilla, hvor han i samlet 13 sæsoner spillede for Atlético Junior. Han tilbragte også tre sæsoner hos América de Cali. Hos begge klubber var han med til at vinde to colombianske mesterskaber.
Mendoza spillede desuden, mellem 1987 og 1997, 67 kampe og scorede to mål for det colombianske landshold. Han repræsenterede Colombia ved både VM i 1990 i Italien og VM i 1994 i USA. Han spillede én kamp i 1994, mens han ikke var på banen i 1990. Han var også med til at vinde bronze ved hele tre udgaver af Copa América, i 1987, 1993 og 1995.

## Titler
Categoria Primera A
- 1990 og 1992 med América de Cali
- 1993 og 1995 med Atlético Junior